# Gábor Király
Gábor Ferenc Király (Szombathely, 1 april 1976) is een Hongaars voormalig voetballer die speelde als doelman. Hij was actief van 1993 tot en met 2019. Király was van 1998 tot en met 2016 keeper van het Hongaars voetbalelftal, waarvoor hij 107 interlands speelde en in 2016 recordinternational werd. Kenmerkend aan Király is dat hij altijd wedstrijden speelde in een grijze joggingbroek.

## Clubcarrière
In zijn vaderland Hongarije speelde Király in dienst van Szombathelyi Haladás, maar in 1997 maakte de doelman de overstap naar het buitenland. Hertha BSC nam hem over. Uiteindelijk zou de doelman in de Duitse hoofdstad tot bijna tweehonderd competitiewedstrijden komen, voordat Crystal Palace hem overnam in 2004. Hij speelde uiteindelijk drie jaar bij Palace, dat hem ook nog verhuurde aan West Ham United en Aston Villa. In 2007 vertrok hij naar Burnley, waarvoor hij twee jaar speelde. In 2009 was hij nog even op huurbasis actief voor Bayer Leverkusen en in de zomer van dat jaar besloot hij neer te strijken bij 1860 München. Medio 2014 tekende Király bij Fulham. Een jaar later keerde de doelman transfervrij terug naar Hongarije, waar Haladás hem aantrok.

## Interlandcarrière
Király maakte op 25 maart 1998 zijn debuut in het Hongaars voetbalelftal. Op die dag werd een vriendschappelijke wedstrijd tegen Oostenrijk met 2–3 gewonnen. De doelman speelde de volledige negentig minuten mee. Király speelde op 12 november 2015 zijn honderdste interland voor Hongarije. Hij werd op 14 juni 2016 de oudste speler ooit op een Europees kampioenschap voetbal mannen. Hij begon die dag op een leeftijd van 40 jaar en 74 dagen aan de eerste groepswedstrijd van Hongarije op het EK 2016 tegen Oostenrijk (2–0 overwinning). Daarmee onttroonde hij Lothar Matthäus, die tot dan met 39 jaar en 91 dagen recordhouder was. Király was 40 jaar en 86 dagen toen hij op 26 juni 2016 met de Hongaren werd uitgeschakeld  in de achtste finale, door België (0–4). Na afloop van het toernooi stopte hij als international. Hij speelde op 15 november 2016 nog een laatste (oefen)interland ter afscheid, thuis tegen Zweden (0–2). Hierin werd hij in de negenentwintigste minuut gewisseld en uitgezwaaid door het Hongaarse publiek.